# Lithoplocamia spinispiculum
Lithoplocamia spinispiculum är en svampdjursart som först beskrevs av Carter 1876.  Lithoplocamia spinispiculum ingår i släktet Lithoplocamia och familjen Raspailiidae.
Artens utbredningsområde är Portugal. Inga underarter finns listade i Catalogue of Life.